# Стократ
«Стократ» (оригінальна назва — рос. Стократ) — роман в історіях  українських письменників Марини та Сергія Дяченків; виданий 2012 року видавництвом «Эксмо».

## Опис книги
Дорогами казкового світу іде людина з мечем. Світ хиткий: магія і війни, забуті народи і підземні тварини, дерева, що пожирають час, і битви зірок на нічному небі. Хто він, Стократ, що шукає, чого хоче? Чи знайде спосіб зберегти цей світ, чи врятує дівчину із дивним іменем — Світ?
Новий «роман в історіях» Марини і Сергія Дяченків, немов канатоходець, балансує на межі фентезі і притчі. Чого у ньому більше — вирішувати читачу

## Видання
- 2012 рік — видавництво «Эксмо». (рос.)[2]
- 2013 рік — видавництво «Фоліо». (укр.)

## Український переклад
Українською книгу видало харківське видавництво Фоліо у 2013 році у перекладі Олекси Негребецкого.